# 原子俠 (萊恩·蔡)
萊恩·蔡（英語：Ryan Choi）是一名DC漫畫旗下的虛構超级英雄，由蓋兒·西蒙妮和葛蘭·莫瑞森共同創作，首次登場於《DCU：勇敢的新世界》（DCU: Brave New World）#1（2006年8月），為DC宇宙中第三位使用原子俠名號的角色。萊恩·蔡出生於香港，母親去世後，他移居美國，擔任偶像雷·帕爾默在常春藤大學（Ivy University）的職位。然後成為正義聯盟的成員。
在DC擴展宇宙電影《正義聯盟》（2017年）中由鄭愷飾演，但他的鏡頭在院線版中全數刪減。直到2021年的導演剪輯版《查克·史奈德之正義聯盟》才得以恢復。而在綠箭宇宙的連動交叉集「無限地球危機」中則由周逸之飾演萊恩·蔡。

## 歷史
萊恩·蔡首次登場於《DCU：勇敢的新世界》（DCU: Brave New World）#1（2006年8月），由蓋兒·西蒙妮和葛蘭·莫瑞森共同創作。根據DC官方簡介，萊恩是「年輕的高人教授，他在常春藤大學的教學人員中脫穎而出...無意間踏上了原子俠的超級英雄老路。」
西蒙妮2017年在Facebook上聲稱，萊恩·蔡完全是她的創造物：「葛蘭·莫瑞森並非萊恩·蔡的創造者。我構想、發展並命名了他。葛蘭給了我一些粗略的故事主意，我相信它們很棒，但是我沒有讀過。我整個原子俠的議案都從我為脈衝編寫的議案中端上來，但未獲採用。」
萊恩在史蒂夫·奧蘭多（Steve Orlando）和安德魯·麥唐納（Andrew MacDonald）的重生連載《美國正義聯盟：原子俠重生》（Justice League of America: The Atom Rebirth）中以新戰服亮相，使其與綠箭宇宙的雷·帕爾默相似。

## 外部連結
- Ryan Choi （页面存档备份，存于） - DC Database